# Distrito de Maltepe
Maltepe es un distrito de Estambul, Turquía, situado en la parte Anatolia de la ciudad. Cuenta con una población de 417.605 habitantes (2008).